# Chlorops longulus
Chlorops longulus är en tvåvingeart som beskrevs av Johann Wilhelm Meigen 1838. Chlorops longulus ingår i släktet Chlorops och familjen fritflugor. Inga underarter finns listade i Catalogue of Life.